# The Courier (película de 2020)
The Courier (El espía inglés, en español) es una película histórica y de espías de 2020 dirigida por Dominic Cooke. La película es protagonizada por Benedict Cumberbatch como Greville Wynne, un hombre de negocios británico que es reclutado por el Servicio Secreto de Inteligencia para entregar mensajes al agente secreto Oleg Penkovsky (interpretado por Merab Ninidze) en la década de 1960. Rachel Brosnahan, Jessie Buckley y Angus Wright son los otros protagonistas.
The Courier tuvo su estreno mundial con su título original, Ironbark, en el Festival de Cine de Sundance el 24 de enero de 2020, se estrenó en los Estados Unidos el 19 de marzo de 2021 y en el Reino Unido el 13 de agosto de 2021. La película recibió reseñas generalmente favorables.

## Sinopsis
El empresario británico Greville Wynne (Benedict Cumberbatch) es reclutado por el MI6 para ayudar con el espionaje del programa nuclear soviético durante la Guerra Fría. Wynne recolectó y envió información de su fuente soviética, el coronel Oleg Penkovsky (Merab Ninidze) (nombre código Ironbark), que proporcionó inteligencia crucial sobre las capacidades nucleares soviéticas, y en especial sobre la crisis de los misiles de Cuba de octubre de 1962.
Agentes del MI6 Dickie Franks (Angus Wright) y de la CIA Emily Donovan (Rachel Brosnahan), respectivamente, se acercan al amateur Wynne y le piden que vaya a Moscú haciéndose pasar por un hombre de negocios ambicioso que intenta generar intercambios comerciales con las autoridades rusas. Bajo la apariencia de esto, tiene contacto regular con la fuente de alto rango, Oleg Penkovsky, para obtener inteligencia relacionada con los planes y misiles nucleares soviéticos. Wynne y Penkovsky finalmente son atrapados, Penkovsky admite "traicionar a su país" mientras insiste en que Wynne era tan solo un mensajero involuntario que no sabía nada de la inteligencia transmitida, lo que respalda la afirmación de inocencia de Wynne. Wynne se asegura de que Penkovsky finalmente sepa que su sacrificio valió la pena diciéndole que los misiles fueron retirados de Cuba y evitó una guerra nuclear. Penkovsky luego es ejecutado y enterrado en una tumba sin nombre. Wynne finalmente regresó a casa el 22 de abril de 1964, fue liberado en un intercambiado por el espía ruso Konon Molody.

## Reparto
- Benedict Cumberbatch como Greville Wynne
- Merab Ninidze como Coronel Oleg Penkovski
- Rachel Brosnahan como Emily Donovan, oficial de la CIA
- Jessie Buckley como Sheila Wynne, esposa de Greville
- Angus Wright como Dickie Franks, oficial del MI6
- Kirill Pirogov como Gribanov, oficial de la KGB
- Keir Hills como Andrew Wynne, hijo de Greville
- Maria Mironova como Vera, esposa de Penkovsky
- Emma Penzina como Nina, la hija de Penkovsky
- Željko Ivanek como John A. McCone
- Vladimir Chuprikov como Nikita Jrushchov, primer secretario del Partido Comunista de la Unión Soviética
- Alice Orr-Ewing como Tamara
- Calli Taylor como Aly Mannings

## Producción
El 1 de mayo de 2018, se anunció que FilmNation Entertainment estaba produciendo Ironbark, una película sobre el espía británico Greville Wynne a partir de un guion de Tom O'Connor. Dominic Cooke iba a dirigir la película y producirla junto a O'Connor, Ben Pugh, Rory Aitken, Adam Ackland, Josh Varney y Leah Clarke. Las productoras involucradas en la película incluyen a SunnyMarch.
Junto con el anuncio de producción inicial, se confirmó que Benedict Cumberbatch había sido elegido como Greville Wynne. En octubre de 2018, se anunció que Rachel Brosnahan, Jessie Buckley, Merab Ninidze, Angus Wright y Kirill Pirogov se habían unido al elenco de la película.
La fotografía principal de la película comenzó en Londres el 15 de octubre de 2018 y duró hasta el 7 de diciembre de 2018.

## Música
Abel Korzeniowski compuso la música y Lakeshore Records lanzó la banda sonora el 19 de marzo de 2021.

## Estreno
La película tuvo su estreno mundial en el Festival de Cine de Sundance el 24 de enero de 2020, con el título Ironbark. Poco después, Roadside Attraction y Lionsgate adquirieron los derechos de distribución de la película en Estados Unidos. Con el nuevo nombre The Courier, la película recibió una fecha de estreno original en cines del 28 de agosto de 2020 en los Estados Unidos. Sin embargo, debido a la pandemia de COVID-19, se retrasó hasta el 16 de octubre de 2020. Estaba previsto que se estrenara en el Reino Unido el 30 de octubre de 2020. Posteriormente, su estreno en Estados Unidos se retrasó nuevamente hasta el 19 de marzo de 2021.

## Recepción
The Courier recibió reseñas generalmente positivas de parte de la crítica y de la audiencia. En el sitio web especializado Rotten Tomatoes, la película posee una aprobación de 85%, basada en 191 reseñas, con una calificación de 6.7/10, y con un consenso crítico que dice: "The Courier ofrece una aventura de espías de la vieja escuela tremendamente eficaz, realzada por una emocionante historia basada en hechos reales y la actuación central nerviosa de Benedict Cumberbatch." De parte de la audiencia tiene una aprobación de 95%, basada en más de 1000 votos, con una calificación de 4.5/5.
El sitio web Metacritic le dio a la película una puntuación de 65 de 100, basada en 836 reseñas, indicando "reseñas generalmente favorables". En el sitio IMDb los usuarios le asignaron una calificación de 7.1/10, sobre la base de 25 093 votos, mientras que en la página web FilmAffinity la cinta tiene una calificación de 6.2/10, basada en 322 votos.